# Démocratie année zéro
Pour plus de détails, voir Fiche technique et Distribution.
Démocratie Année Zéro est un documentaire belgo-franco-tunisien qui retrace les coulisses de la révolution tunisienne de 2011. Produit par Entre Chien et Loup et réalisé par Christophe Cotteret, le film sort en festival et en Belgique en 2013, puis distribué en salle en France à partir du 5 novembre 2014.

## Synopsis
Le 14 janvier 2011, quatre semaines de révoltes à travers toute la Tunisie aboutissent au renversement du dictateur Ben Ali après 23 ans de règne sans partage. Mais, aussi inattendue et fulgurante qu'elle ait pu apparaître aux yeux du monde entier, la révolution tunisienne s'inscrit dans une histoire bien plus large. Démocratie Année Zéro retrace les coulisses de trois années de lutte, qui s'étendent des premières révoltes dans le bassin minier de Gafsa en janvier 2008 jusqu'aux premières élections libres d'octobre 2011.

## Fiche technique
- Titre original : Démocratie Année Zéro
- Titre français : Démocratie Année Zéro
- Titre international : Democracy Year Zero
- Réalisation : Christophe Cotteret
- Scénario : Christophe Cotteret en collaboration avec Amira Chebli
- Photographie : Jean-François Metz
- Son : Mohamed Amine Belaïd
- Montage : Florence Ricard
- Musique : Manuel Roland
- Producteur : Benoit Roland, Aïda Minet et Habib Attia
- Sociétés de production : Entre Chien et Loup, Points Communs Films et Cinetéléfilms
- Genre : documentaire

## Autour du film
Sorti au festival Visions du réel à Nyon en avril 2013, Démocratie Année Zéro sort ensuite en salles en Belgique en juin de la même année.
Durant l'année, il est diffusé dans près de 25 festivals internationaux, notamment à la Villa Médicis de Rome et au Festival du film arabe (en) de San Francisco.
Distribué par Les Films de Deux rives, le film sort dans les salles françaises le 5 novembre 2014, durant la période des élections législatives et présidentielles en Tunisie. Il est distribué dans plus de 50 salles.

## Critique
Pour l'hebdomadaire L'Express, Démocratie Année Zéro est « plus qu'un documentaire historique, [mais] une analyse très poussée des ferments d'une mise à bas d'une dictature ».
Pour la revue Politis, le film traite « plus qu'une aventure humaine, une épopée collective, déterminée. Qui, justement, n'est pas terminée ».
Dans L'Humanité, il est décrit comme « un film d'une telle ouverture qu'il ne tourne pas à la propagande et permet à son auteur de poser avec sincérité la question du pouvoir ».